# Opperste Sovjet van de Azerbeidzjaanse Socialistische Sovjetrepubliek
De Opperste Sovjet van de Azerbeidzjaanse Socialistische Sovjetrepubliek (Kazachs: Азәрбаjҹан ССР Али Совети, Azərbaycan SSR Ali Soveti) was de benaming van de opperste sovjet (wetgevende vergadering met bepaalde uitvoerende bevoegdheden) van genoemde sovjetrepubliek en bestond van 1938 tot 1991. In laatstgenoemd jaar werd zij vervangen door de Opperste Raad van Azerbeidzjan (die louter wetgevende bevoegdheden kende) en in 1995 werd vervangen door het Nationale Raad van Azerbeidzjan, het huidige parlement., Verkiezingen voor de Opperste Sovjet vonden om de vier jaar plaats en het parlement kwam twee sessies per jaar bijeen. De laatste verkiezingen voor de Opperste Sovjet vonden in 1990 plaats.
Tussen de zittingen van de Opperste Sovjet in, nam het Presidium van de Opperste Sovjet het dagelijks bestuur waar. De voorzitter van het Presidium was het hoofd van de Azerbeidzjaanse SSR. Het Presidium werd in 1991 ontbonden en de wetgevende bevoegdheden van de voorzitter van het Presidium werden overgeheveld naar de voorzitter van de Opperste Raad. 

## Voorzitters (van het Presidium) van de Opperste Sovjet
| No.                                                 | Afbeelding                                          | Naam (Geboren-Gestorven)                            | Aanvang ambtstermijn                                | Einde ambtstermijn                                  | Politieke partij                                    |
| Voorzitter van het Presidium van de Opperste Sovjet | Voorzitter van het Presidium van de Opperste Sovjet | Voorzitter van het Presidium van de Opperste Sovjet | Voorzitter van het Presidium van de Opperste Sovjet | Voorzitter van het Presidium van de Opperste Sovjet | Voorzitter van het Presidium van de Opperste Sovjet |
| --------------------------------------------------- | --------------------------------------------------- | --------------------------------------------------- | --------------------------------------------------- | --------------------------------------------------- | --------------------------------------------------- |
| 1                                                   |                                                     | Mir Bashir Gasimov (1879–1949)                      | 21 juli 1938                                        | 23 april 1949                                       | AKP                                                 |
| 2                                                   |                                                     | Nazar Heydarov (1896–1968)                          | 18 mei 1949                                         | 9 maart 1954                                        | AKP                                                 |
| 3                                                   |                                                     | Mirza Ibrahimov (1911–1993)                         | 9 maart 1954                                        | 23 januari 1958                                     | AKP                                                 |
| 4                                                   |                                                     | Ilyas Abullaev (1913–1985)                          | 23 januari 1958                                     | 25 november 1959                                    | AKP                                                 |
| 5                                                   |                                                     | Saftar Jafarov (1900–1961)                          | 25 november 1959                                    | 16 november 1961                                    | AKP                                                 |
| 6                                                   |                                                     | Mammad Isgandarov (1914–1985)                       | 29 december 1961                                    | 25 december 1969                                    | AKP                                                 |
| 7                                                   |                                                     | Gurban Khalilov (1906–2000)                         | 25 december 1969                                    | 30 december 1985                                    | AKP                                                 |
| 8                                                   |                                                     | Suleiman Tatliev (1925–2014)                        | 30 december 1985                                    | 22 juni 1989                                        | AKP                                                 |
| 9                                                   |                                                     | Elmira Gafarova (1934–1993)                         | 22 juni 1989                                        | 18 mei 1990                                         | AKP                                                 |
| Voorzitter van de Opperste Raad                     |                                                     |                                                     |                                                     |                                                     |                                                     |
| 1                                                   |                                                     | Elmira Gafarova (1934–1993)                         | 18 mei 1990                                         | 5 maart 1992                                        | AKP                                                 |
| 2                                                   |                                                     | Yagub Mammadov (1941-)                              | 5 maart 1992                                        | 18 mei 1992                                         | —                                                   |
| 3                                                   |                                                     | Yagub Mammadov (1957-)                              | 18 mei 1992                                         | 13 juni 1993                                        | Müsavat                                             |
| 4                                                   |                                                     | Hejdar Alijev (1923–2002)                           | 24 juni 1993                                        | 5 november 1993                                     | YAP                                                 |
| 5                                                   |                                                     | Rasul Guliyev (1947-)                               | 5 november 1993                                     | 1995                                                | YAP                                                 |
| Bron: WSM                                           |                                                     |                                                     |                                                     |                                                     |                                                     |